# Sarota chocoensis
Espèce
Sarota chocoensis est une espèce d'insectes lépidoptères (papillons) appartenant à la famille des Riodinidae et au genre Sarota.

## Taxonomie
Sarota chocoensis a été décrit par Jason Piers Wilton Hall en 1998.

### Nom vernaculaire
Sarota chocoensis se nomme  Choco Sarota en anglais.

## Description
Sarota chocoensis est un papillon aux ailes antérieures à l'apex anguleux et aux ailes postérieures avec deux queues séparées d'un embryon de queue. Le dessus est de couleur marron chocolat avec trois taches rondes crème aux ailes antérieures. Aux ailes postérieures le bord costal et le bord interne sont d'une couleur plus claire.
Le revers est orange, orné de lignes bleu métallisé et de lignes incomplètes de marques marron et de taches ocre rose.

## Écologie et distribution
Sarota chocoensis est présent à Panama et en Équateur.

### Protection
Pas de statut de protection particulier.